# Helena Rubinstein

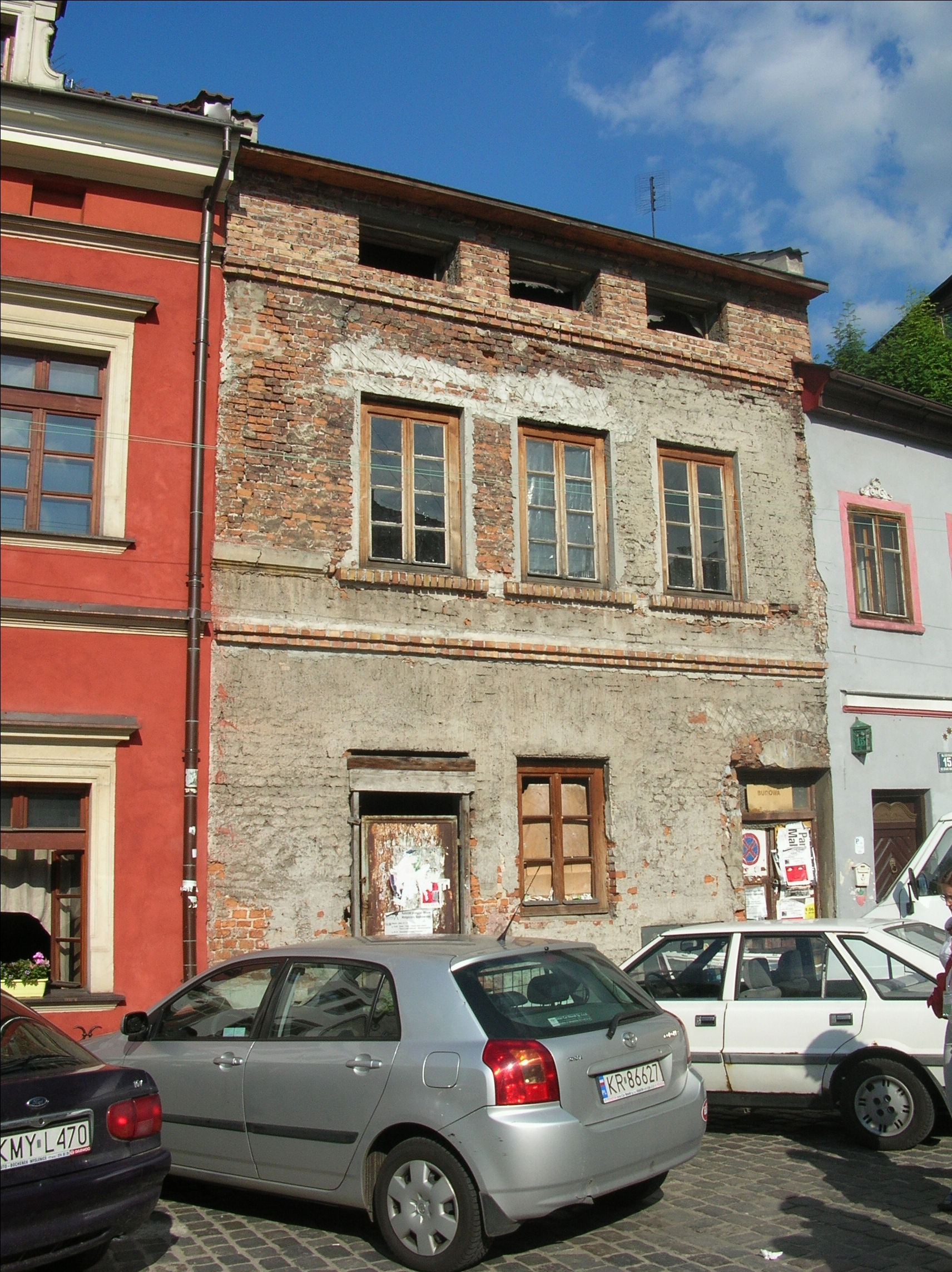
Helena Rubinstein sinh ra tại ngôi nhà này ở Kraków, quận Kazimierz.

Helena Rubinstein (khai sinh Chaja Rubinstein, 25 tháng 12 năm 1872 – 1 tháng 4 năm 1965) là một nữ doanh nhân người Mỹ gốc Ba Lan, nhà sưu tập nghệ thuật, và nhà từ thiện. Một nhà kinh doanh mỹ phẩm, bà là người sáng lập và được dùng đặt tên cho công ty mỹ phẩm Helena Rubinstein Incorporated, khiến bà trở thành một trong những phụ nữ giàu nhất thế giới.

## Tiểu sử
Rubinstein là chị cả trong gia đình 8 chị em bố mẹ bà là người Ba Lan gốc Do Thái, Augusta - Gitte (Gitel) Shaindel Rubinstein née Silberfeld và Horace - Naftoli Hertz Rubinstein; bán hàng ở thành phố Kraków ở Lesser Poland, đã trở thành một phần của đế quốc Áo-Hung theo sau thời kỳ phân chia Ba Lan vào cuối thế kỷ XVIII. Nhà triết học hiện sinh Martin Buber là anh họ của bà. Bà cũng là chị em họ của mẹ Ruth Rappaport.

## Di chuyển đến Australia
Rubinstein di cư từ Ba Lan đến Australia vào năm 1902, không có tiền và vốn tiếng Anh ít ỏi. Quần áo kiểu cách và nước da sữa của cô không hề được chú ý giữa những phụ nữ trong thị trấn. Tuy nhiên, cô nhanh chóng tìm được khách hàng nhiệt tình mua những lọ kem làm đẹp trong hành lý của mình. Cô phát hiện ra một thị trường nơi cô bắt đầu làm của riêng mình. May mắn cho Rubinstein, một thành phần quan trọng của kem, lanolin, có sẵn tại đây.
Coleraine, ở vùng tây Victoria, nơi chú của cô là chủ cửa hiệu, có thể là "nơi khủng khiếp" nhưng lại là nơi chăn khoảng 75 triệu con cừu sản sinh dồi dào lượng dầu mỡ len hoặc sáp len, được gọi là lanolin. Số cừu này là sự giàu có của quốc gia và tiết chế rộng lớn cừu merino của Quận Tây sản xuất loại lông cừu tốt nhất trên đất liền. Để át đi mùi hôi của lanolin, Rubinstein thử nghiệm với hoa oải hương, vỏ cây thông và hoa huệ nước.
Rubinstein đã thất bại xuống với chú mình, nhưng sau một thời gian làm gia sư tại Winter Garden ở Melbourne. Ở đó, cô đã tìm được một người thán phục muốn dốc tiền để tung ra sản phẩm Crème Valaze của cô, được cho bao gồm cả các loại thảo mộc nhập khẩu "từ dãy núi Karpat". Chi phí 10 pence và bán cho 6 shilling, nó xuất ra khỏi kệ nhanh như cô có thể gói nó trong lọ. Được biết đến với khách hàng của mình chỉ như Helena, Rubinstein sớm có thể mở một salon tại phố Collins thời trang, bán sức quyến rũ như một khoa học cho khách hàng mà da của họ "được chẩn đoán" và được điều trị "đúng quy định".
Sydney là điểm đến tiếp theo, và trong vòng năm năm hoạt động tại Australia đã có đủ lợi nhuận để tài trợ Salon de Beauté Valaze tại Luân Đôn. Như vậy, Rubinstein đã thành lập một trong những công ty mỹ phẩm đầu tiên trên thế giới. Doanh nghiệp của cô đã thành công vang dội và sau này trong cuộc đời cô đã sử dụng lợi nhuận to lớn của mình để hỗ trợ các tổ chức từ thiện trong lĩnh vực giáo dục, nghệ thuật và sức khoẻ.
Rubinstein nhanh chóng mở rộng hoạt động của mình. Năm 1908, chị gái Ceska đảm nhận vận hành cửa hàng ở Melbourne, khi với 100.000$, Rubinstein chuyển đến Luân Đôn và bắt đầu trở thành một doanh nghiệp quốc tế. (Phụ nữ tại thời điểm này không thể có được khoản vay ngân hàng, do đó, tiền do cô ấy ở hữu.)